# آکواریوم کی‌ال‌سی‌سی
آکواریوم کی‌ال‌سی‌سی (به انگلیسی: Aquaria KLCC) یک آکواریوم بزرگ عمومی است که در طبقه زیر مرکز گردهمایی کوالالامپور درون کوالالامپور سیتی سنتر، مالزی واقع شده است.

## پیشینه
ساخت آکواریوم کی‌ال‌سی‌سی در سال ۲۰۰۳ شروع گردید. به‌طور رسمی در اوت سال ۲۰۰۵ برای بازدید عموم افتتاح شد.

## ویژگی‌ها
دارای ۶۰٬۰۰۰ فوت مربع (۵٬۶۰۰ متر مربع) در دو طبقه با تونل ۹۰ متری (۳۰۰ فوت)، آکواریوم کی‌ال‌سی‌سی سرای بیش از ۲۵۰ گونه مختلف و بیش از ۵٬۰۰۰ عدد از جانوران خشکی و آبزی از مالزی و دیگر نقاط دنیا است. دارای باجه‌های اطلاعات تعاملی دربارهٔ پاسداشت لاک‌پشت و آبزیان است. شامل یک محوطه با مساحت ۵٬۰۰۰ فوت مربع (۴۶۰ متر مربع) برای خرده فروشی در این زمینه است. آکواریوم کی‌ال‌سی‌سی بر اساس روانه شدن آب از خشکی به سمت دریا شکل گرفته است. سفر از ارتفاعات مه آلود شروع شده، از بین رودخانه می‌گذرد، از میان جنگل‌های استوایی و درختچه‌های کرنا تا صخره مرجانی عبور کرده و به دریای آبی عمیق می‌رسد. در محوطهٔ بیرونی آکواریوم یک فود کورت بزرگ با لیست متنوع غذا وجود دارد.
آکواریوم در طبقه زیر مرکز اجتماعات کوالالامپور واقع شده است.